# 富士急行7000形電車
- 国鉄31系電車 > 富士急行7000形電車
- 国鉄32系電車 > 富士急行7000形電車
- 国鉄50系電車 > 富士急行7000形電車

富士急行7000形電車（ふじきゅうこう7000がたでんしゃ）は、1970年 (昭和45年) に登場した富士急行の電車である。

## 概要
通勤輸送の増大と沿線住民のマイカー普及に対処するため、1969年（昭和44年）および1971年（昭和46年）に日本国有鉄道から車体長17m級旧形国電を譲り受けた車両である。制御電動車と制御車各3両の計6両が在籍した。形式番号の7000は、本形式が1970年に使用開始されたことに因む。
1982年に小田急電鉄より譲受した5700形により置き換えられ、翌1983年1月22日付で6両全てが廃車となった。

## 車両概説

### モハ7030形
クハ7060形と編成を組む片運転台の制御電動車で、台車はTR22形、制御装置はCS-5形だった。
1969年に日本国有鉄道32系クモハ14007, クモハ14009を譲受し、それぞれモハ7031, モハ7032とした。2両は横須賀線の電車化に際して新造された車両で、国鉄での廃車時には飯田線で使用されていた。片側2扉で、車内はクロスシートだった。定員は100名であった。モハ7031は前面上部の雨樋が直線のまま残されていた。それぞれクハ7061, クハ7062と編成を組んだ。
1971年に31系クモハ12050を譲受し、モハ7033とした。この車両は当初首都圏電車線用にモハ31形として製造され、国鉄での廃車時には青梅線で使用されていた。当初は片運転台で、戦後単行運転用に両運転台化されたが、富士急行で入線に際して再び片運転台化する改造を行った。定員は120名であった。クハ7063と編成を組んだ。

### クハ7060形
モハ7030形と編成を組む制御車で、台車はTR11形だった。
1969年に50系クハ16425, クハ16467を譲受し、それぞれクハ7061, クハ7062とした。2両は1935年以降木造車体の台枠や走行機器を流用し半鋼体化したクハ65形として製造された車両で、国鉄での廃車時には南武線で使用されていた。片側3扉で、車内はロングシートだった。定員は120名であった。それぞれモハ7031, モハ7032と編成を組んだ。

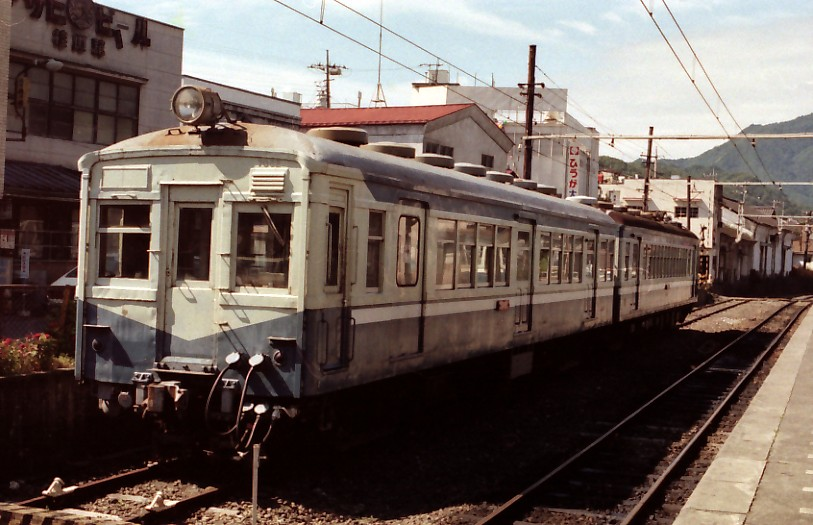
クハ7062

1971年に31系クハ16013を譲受し、クハ7063とした。この車両はモハ7033と同様にモハ31形の制御車であるクハ38形として製造され、国鉄での廃車時には青梅線で使用されていた。定員は120名であった。モハ7033と編成を組んだ。
これらはいずれも、入線前に窓のアルミサッシ化などの更新工事が行われている。